# Raimund Deiters

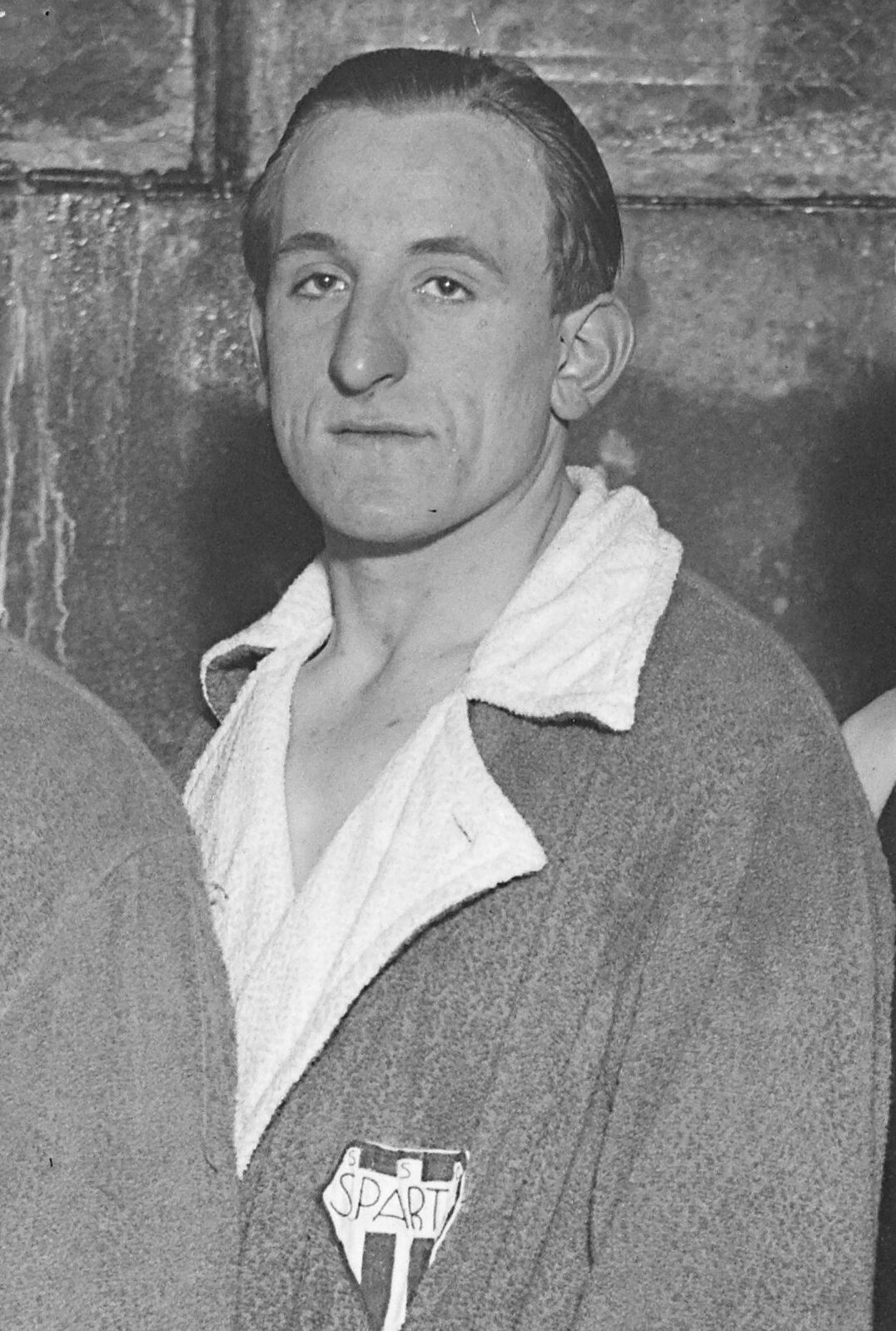
Raimund Deiters (1933)

Raimund Deiters (* unbekannt; † 1978 in Köln) war ein deutscher Schwimmer, der in den 1930er-Jahren aktiv war. Er startete für  Sparta Köln. 
Deiters gewann zehn deutsche Meisterschaften:
- 1931 über 400 m Freistil
- 1932 und 1933 jeweils über 200 m, 400 m, 800 m  und 1500 m Freistil
- 1934 über 400 m Freistil.